# Генин чукар
Мегалитното съоръжение Генин чукар се намира югоизточно под връх Рудина, Рудина планина, (Краище, в едноименната местност, в землището на село Лобош, (Област Перник).

## Описание и особености
Местността Генин чукар е обрасла с храсти и дървета и е труднодостъпна. През 2003 – 2004 г. при изграждане в непосредствена близост на ловен бивак мястото става обект на засилен иманярски интерес – най-вече заради наличието на две могили, които са засегнати от запад от преминаващия горски път. В резултат на иманярската инвазия е извършен обход и разчистване на мегалитното съоръжение през октомври 2004 г. от археолозите Марлена Кръстева (НАИМ при БАН) и Андрей Тонев (РИМ гр.Кюстендил).
При теренното проучване са описани две могили – Могила №1 със запазена височина 1,50 m и запазен диаметър 14,00 m, която освен от пътя е засегната и от иманярски изкопи, които в южната и западна
периферии на могилата са извършени с багер и имат правоъгълна форма. Изкопите са ориентирани са почти по посоките на света, като първият е с размери дължина 1,60 m (изток-запад) и ширина 0,80 m (север-юг) и дълбочина 1,00 m. Вторият изкоп има формата на квадрат, a размерите му са 2,5 х 2,5 m и с дълбочина 1,20 m. При огледа археолозите не откриват никакви археологически материали. При огледа, в геометричния център на могилата е регистрирана правоъгълна яма, изсечена в естествената скала, фланкирана от пет каменни плочи поставени на място, а в непосредствена близост е запазена и една плоча от покритието. Височина на камъните е около 1,30 m. Те имат средна широчина 0,70 м., a дължината на цялото съоръжение е 2,60 m. Поради фактът, че могилата е била обект на засилена иманярска интервенция е
извършено аварийното разчистване на съоръжението през есента на 2004 г.
Поради ограничените средства проучването е съсредоточено само върху разчистване на гробната яма, която е изчерпана на дълбочина 0,70 m. Тя е запълнена с кафява горска почва, примесена с единични средни по размери въглени. Каменните плочи, фланкиращи гроба са от естествената скала. Според Кръстева и Тонев е налице максимално използване на природните дадености на терена в служба на погребалните практики. Археологическото проучване на съоръжението не е продължено през 2005 г., каквито са първоначалните планове на археолозите.

## Исторически контекст
Земите на Горна Струма, в които влиза районът на днешното село Лобош са с богата хилядолетна история. Според оскъдните археологически данни първите известни обитатели на този район са от Новокаменната и Камнно-медната епохи, а впоследствие тракийските племена - леи, агриани (граои) и дентелети. В планините на Краище са регистрирани скални светилища, използвани през Желязната епоха, които не са археологически проучени в цялост – мегалитното съоръжение при Генин чукар, включително.
В западното подножие на връх Рудината в местността „Манастиро“, на 915 m н.в. и на 6 km от село Лобош, под висока скала са руините на средновековния манастир "Света Петка", до който се намира каптиран карстов извор (наричан от местните жители „Изворо“), от който е изведена чешма, водата, от която е вярвана като „Светата вода“.
Според наличните данни мястото е било почитано като свещено още от дълбока древност, преди изграждането на християнския храм. Изворът и скала, която вероятно първоначално е наподобявала човешко изображение оприличавано на „воин – пазач“ са почитани още от древните траки, които вероятно са вярвали мястото за свещено. След VI век с разпространението на християнството, по пътя на приемствеността, на мястото на езическото светилище е изграден християнски храм.
По южния склон на планината, на 700 m от билото е регистрирано селище, което е укрепено от три страни с каменен зид, изграден от ломени камъни без спойка, запазен във височина от 2-3 реда камъни. От северната страна не е регистриран зид, вероятно поради естествената защита на терена. Селището е регистрирано по време на теренно обхождане на местността през 2004 г. Възможно е мегалитното съоръжение да е синхронично на селището.
Отвъд билото на Рудина планина, под западния склон се намира скалното светилище Вранъ камик.